# Irma Bandiera
Irma Bandiera (Bologna, 8 aprile 1915 – Bologna, 14 agosto 1944) è stata una partigiana italiana, Medaglia d'oro al valor militare (alla memoria).

## Biografia
Irma Bandiera nasce nel 1915 in una benestante famiglia bolognese; il padre Angelo è capomastro edile e si avvicina all'antifascismo durante la dittatura fascista; la madre è Argentina Manferrati, e ha una sorella, Nastia. Il fidanzato di Irma, militare, è fatto prigioniero dai tedeschi a Creta dopo l'8 settembre 1943 e resta disperso dopo che la nave su cui era imbarcato per il trasferimento in Germania è bombardata e affonda al porto del Pireo. Le sue ricerche restano infruttuose. Irma Bandiera inizia ad aiutare i soldati sbandati dopo l'armistizio e ad interessarsi di politica, aderendo al Partito Comunista Italiano. A Funo, dove andava a trovare i parenti, conosce uno studente di medicina, Dino Cipollani di Argelato, il partigiano "Marco". Irma entra quindi nella Resistenza, al tempo molto attiva nella bassa bolognese, con il nome di battaglia "Mimma" nella VII brigata GAP Gianni Garibaldi di Bologna.
Il 5 agosto 1944 i partigiani uccidono un ufficiale tedesco e un comandante delle brigate nere, il che scatena il giorno successivo la rappresaglia a Funo. Tre partigiani vengono arrestati e portati alle scuole di San Giorgio di Piano. Il 7 agosto 1944 Irma Bandiera aveva trasportato delle armi alla base della sua formazione a Castel Maggiore. La sera del 7 agosto è arrestata a casa dello zio, insieme ad altri due partigiani, rinchiusa anch'ella alle scuole di San Giorgio, ma separata dai compagni, è quindi tradotta a Bologna, dove i fascisti speravano di ottenere da lei altre informazioni sulla Resistenza. Per sei giorni e sei notti Irma fu ferocemente seviziata dai fascisti della Compagnia Autonoma Speciale, guidati dal Capitano Renato Tartarotti, che arrivarono ad accecarla con una baionetta, ma Irma resistette senza parlare, preservando così i suoi compagni partigiani. Secondo Renata Viganò, "la più ignominiosa disfatta della loro sanguinante professione si chiamava Irma Bandiera".
I fascisti la fucilarono infine con alcuni colpi di pistola a bruciapelo al Meloncello di Bologna, nei pressi della casa dei suoi genitori, il 14 agosto. La famiglia Bandiera la cercò alle Caserme Rosse di via Corticella, centro di smistamento per i deportati, e sperarono anche fosse fra i detenuti liberati dai gappisti nel carcere cittadino di San Giovanni in Monte, il 9 agosto. La madre continuò a cercarla, insieme alla sorella, in Questura e al comando tedesco di via Santa Chiara 6/3. Il corpo di Irma venne ritrovato il 14 agosto sul selciato vicino allo stabilimento della ICO, fabbrica di materiale sanitario, dove i suoi aguzzini l'avevano lasciata in vista per una intera giornata, a monito. Fu quindi portata all'Istituto di Medicina Legale di via Irnerio dove un custode, amico della Resistenza, scattò le foto del viso devastato dalle torture. Irma fu infine sepolta nel Cimitero monumentale della Certosa di Bologna, accompagnata dai familiari e qualche amica.
La federazione bolognese del PCI il 4 settembre 1944 fece circolare un foglio clandestino in cui si ricordava il senso patriottico del sacrificio di Irma, incitando i bolognesi a intensificare la lotta partigiana per la liberazione dal nazi-fascismo. In suo onore, nell'estate del 1944, una formazione di partigiani operanti a Bologna prese il nome Prima Brigata Garibaldi "Irma Bandiera". A lei fu inoltre intitolata una brigata SAP (Squadra di azione patriottica) che operava nella periferia nord di Bologna ed un GDD (Gruppo di Difesa della Donna).

## Onorificenze
Alla fine della guerra Irma Bandiera fu decorata postuma della Medaglia d'oro al valor militare, insieme ad altre 18 partigiane.

### Riconoscimenti
Irma Bandiera è ricordata nel Sacrario dei partigiani e nel monumento alle Cadute partigiane a Villa Spada.
I comuni di Bologna, Roma, Argelato, Castel Maggiore, Cattolica Copparo, Crevalcore, Granarolo dell'Emilia, Malalbergo, Molinella, Pieve di Cento, San Giorgio di Piano in Emilia-Romagna, Rovigo, Terni, Civitavecchia, Ribera (in provincia di Agrigento), Castelnovo di Sotto (Reggio Emilia), Gonnesa (Sud Sardegna), Sant'Arpino (in provincia di Caserta) e Valenza (in provincia di Alessandria), Sant'Ilario d'Enza (Reggio Emilia), Cortoghiana (Sud Sardegna), Montesilvano (Pescara), Pontassieve (Firenze) le hanno intitolato una strada.
A Frattamaggiore (Napoli) le è intitolato un grande condominio, ove è affissa una targa in sua memoria.
A Collecchio (Parma) le è stata dedicata una piazza.
A Bologna, la strada che le è intitolata parte dall'Arco del Meloncello, nel luogo dove fu trucidata. Lì è presente una lapide alla sua memoria:
In occasione del 72º anniversario della Liberazione, sulla facciata della scuola primaria Bombicci di Bologna le è stato dedicato un murale che raffigura il suo volto realizzato con la tecnica dello spolvero dagli street artist Orticanoodles a partire da una delle sue più celebri fotografie.